# Michele Besaggio
Michele Besaggio, né le 28 avril 2002 à Monselice, en Italie, est un footballeur italien, qui évolue au poste de milieu central à l'US Avellino en Serie B.

## Biographie

### En club

#### Formation et débuts
Né en Italie, Michele Besaggio commence le football à l'âge de quatre ans dans le club de Merlara dans la province de Padoue. Il joue ensuite pour Urbana avant d'être repéré par le Vicence Calcio, qu'il rejoint en 2016. C'est à cette période que sa position sur le terrain change, alors qu'il était jusqu'ici un milieu offensif il devient milieu central. Il rejoint ensuite le Genoa CFC en août 2018 et y poursuit sa formation.
Le 25 août 2022, Michele Besaggio rejoint la Juventus FC sous la forme d'un prêt d'une saison avec option d'achat. Il est toutefois intégré à l'équipe réserve du club.
Il a alors l'occasion de découvrir la Serie C, la troisième division italienne. Il marque son premier but le 2 octobre 2022 face à l'US Pergolettese 1932 en championnat (1-1 score final),.

#### Brescia Calcio
Le 29 août 2023 Michele Besaggio rejoint le Brescia Calcio.
C'est avec ce club qu'il fait ses débuts en Serie B, face au Cosenza Calcio le 3 septembre 2023. Il entre en jeu et son équipe s'impose par un but à zéro.
Besaggio marque son premier but pour Brescia le 30 septembre 2024, lors d'une rencontre de championnat face à l'US Cremonese. Titularisé ce jour-là, il ouvre le score au bout de six minutes de jeu, et participe à la victoire de son équipe par trois buts à deux.

### Avellino
Le 19 juillet 2025, Michele Besaggio rejoint l' US Avellino en tant qu'agent libre. Il signe un contrat de 3 ans, soit jusqu'au 30 juin 2028.